# Фасос (мифология)
Фасос, Тасос (др.-греч. Θάσος) — персонаж древнегреческой мифологии. Потомок Посейдона и Агенора. Сын Килика (по версии Ферекида) или Феникса. Брат Кадма (по версии Нонна). Предводитель финикиян.
Отправился на поиски Европы вместе с Кадмом и, не найдя её, поселился во Фракии, вместе с финикийцами основав там город Фасос (Тасос) на одноименном острове.
В его честь названа Линия Фасос (Thasus Linea) на спутнике Юпитера Европе.